# شبحيات (حشرات)
الشبحيات أو العصويات أو الحشرات العصوية أو رتبة فازماتيدي أو العصا الماشية (الاسم العلمي:Phasmatodea) من اليونانية (φάσμα = phasma = "شبح") هي رتبة من الحشرات تتبع فوق رتبة خارجيات الأجنحة. تعرف أعضائها في أوروبا وأستراليا بـالحشرات العصوية وفي الولايات المتحدة وكندا بـالعصى المتحركة أو البقة العصوية، أطلق عليها هذه الأسماء بسبب شكلها الشبيه بالغصن الصغير أو ساق النبات، وهي بنية اللون أو خضراء وجسمها طويل وأرجل رفيعة جدًا، يوفِّر لها شكلها ولونها الحماية من المفترسات. يوجد منها حوالي 2,000 نوع معظمها في المناطق الاستوائية. أكبر تنوع لها في جنوب شرق آسيا وأمريكا الجنوبية، تليها أستراليا.

## معرض صور

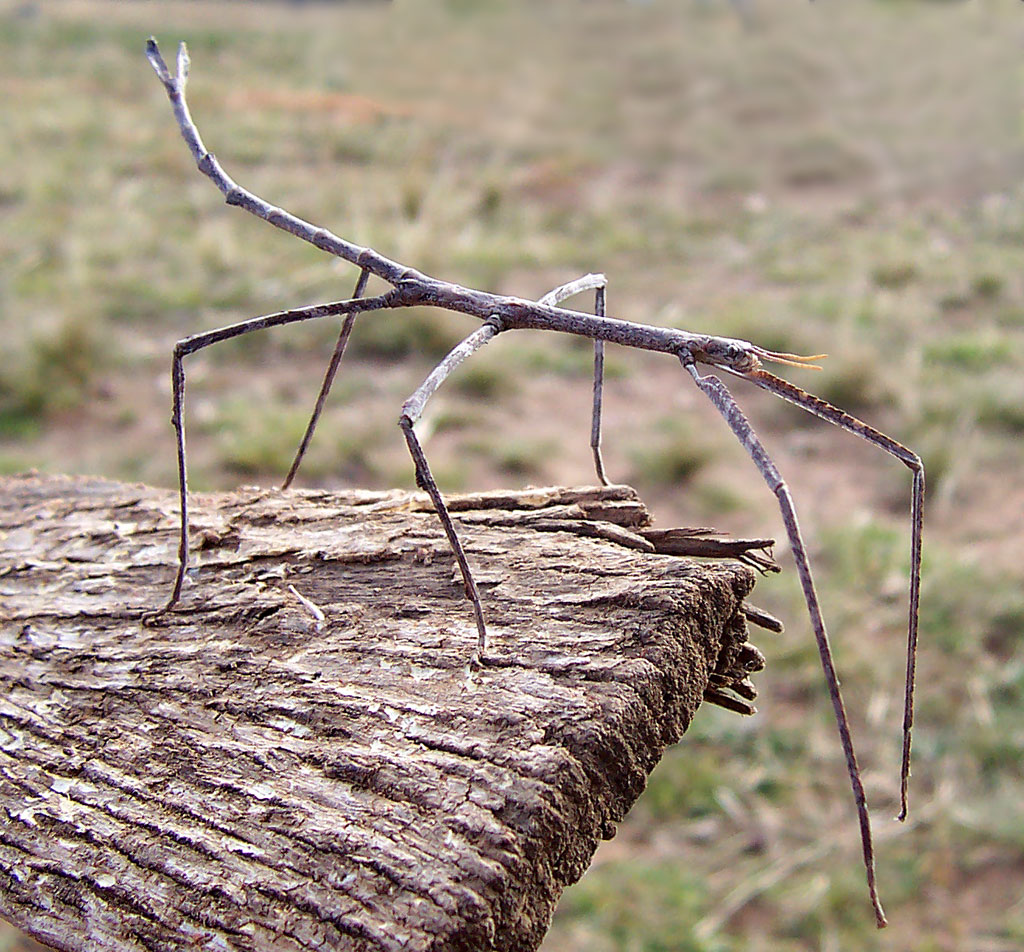
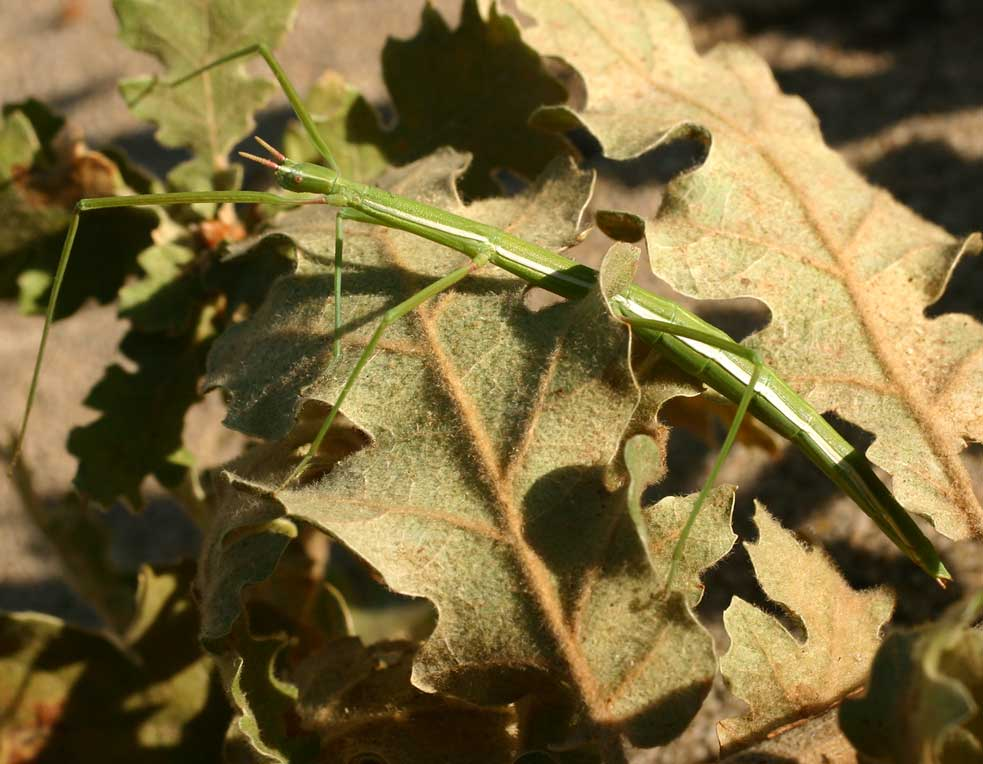
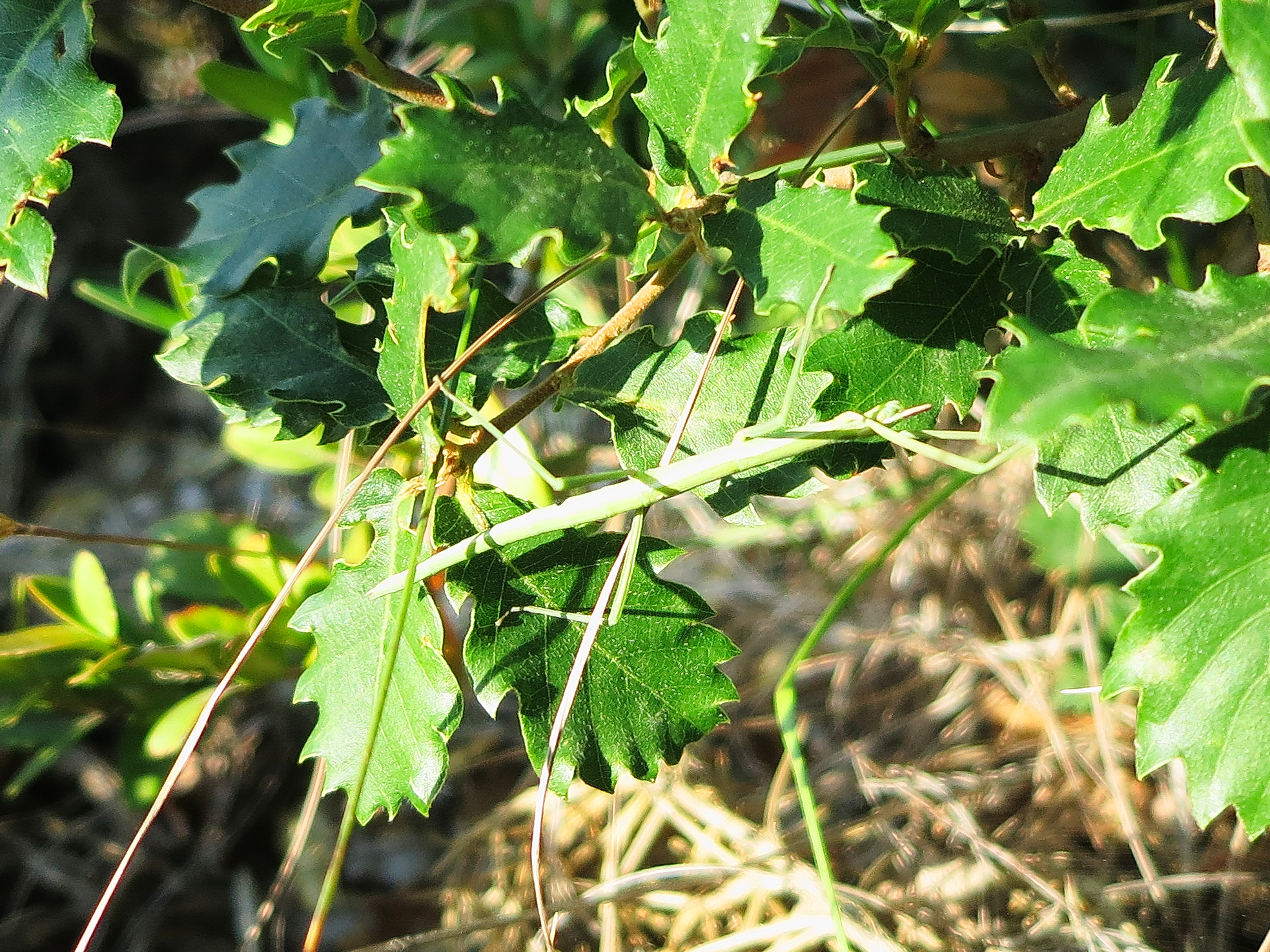
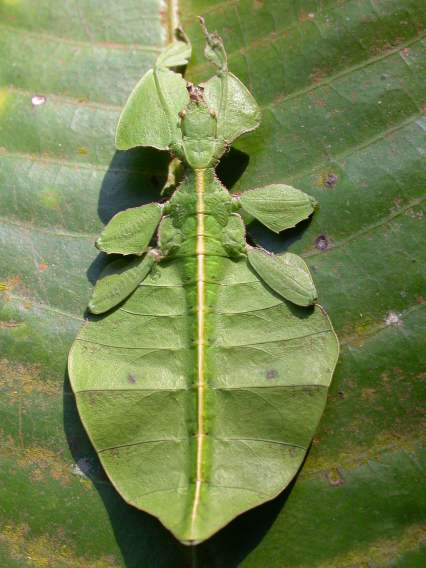

## التصنيف
- رتيبة شبحيات حقيقية
  - دون رتبة اللاهالاتيات
    - الشبحات
      - الشبحاوات